# Appendichordella amicta
Appendichordella amicta är en svampart som först beskrevs av Jan Kohlmeyer, och fick sitt nu gällande namn av R.G. Johnson, E.B.G. Jones & S.T. Moss 1987. Appendichordella amicta ingår i släktet Appendichordella och familjen Halosphaeriaceae.   Inga underarter finns listade i Catalogue of Life.